# 评弹

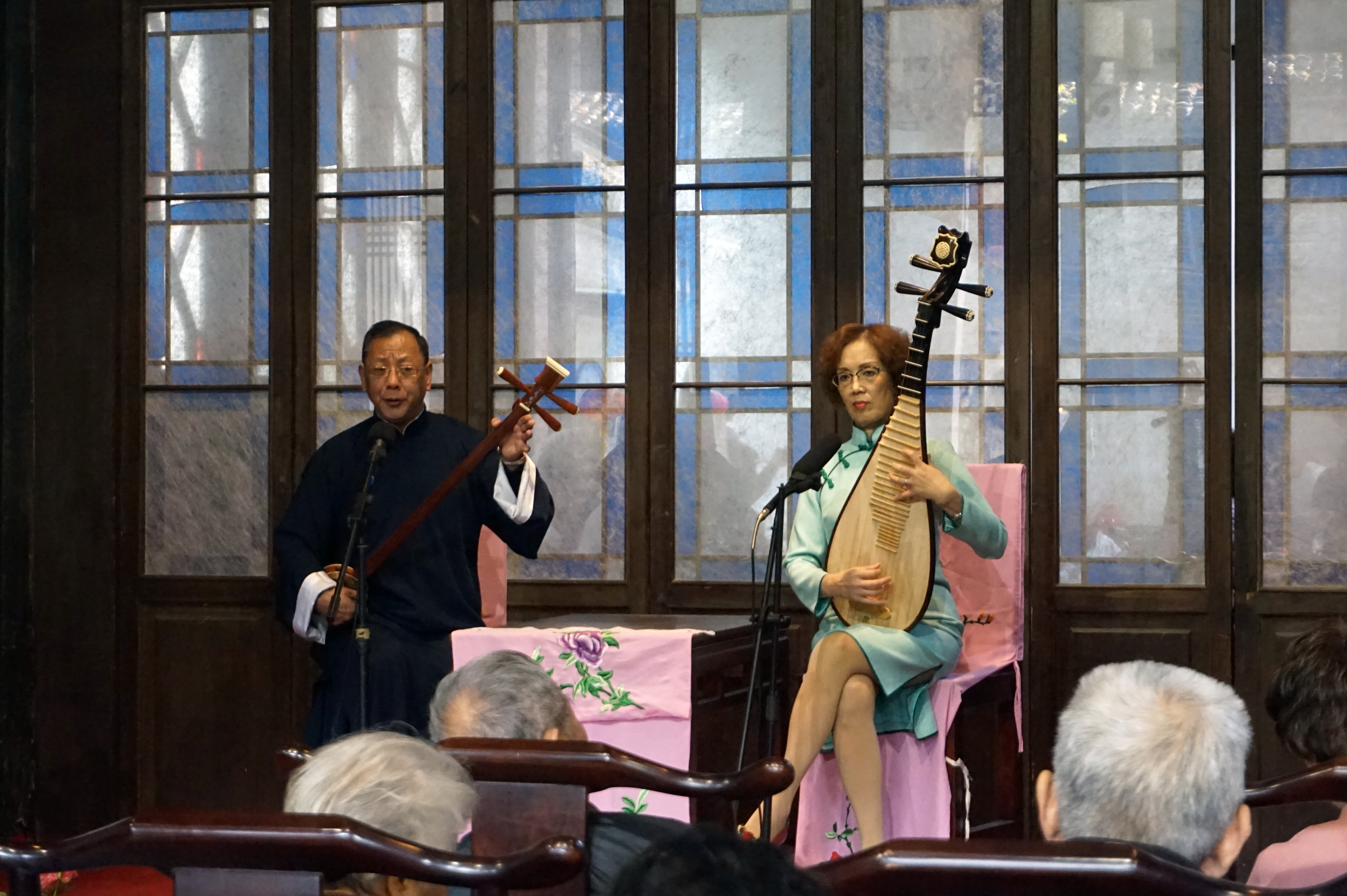
評彈演出

评弹又称苏州评弹、说书或南词，是評話和弹词兩種曲艺形式的合称，流行于江南地區，以苏州话表演。
评话的演出内容和表演风格比较粗犷豪放，所以又称“大书”，表演者以男艺人居多，一般只说不唱，类似中國北方的评书。演出内容大都是以中國古代历代兴亡的英雄史诗和侠义公案为题材，主要书目有《三国》、《水浒》、《英烈》、《隋唐》和《七侠五义》等。
弹词的题材比评话要小，表演风格也比评话纤细柔和，所以又称“小书”。一般为二人組合，一人弹奏三弦，另一人弹奏琵琶。也有單人演出或者三人组合，说唱相间。题材大多是家族兴衰和爱情故事，传统剧目有《珍珠塔》、《描金凤》、《玉蜻蜓》、《三笑》等。

## 历史源流
評彈起源于苏州，流行于长江三角洲地区。在明代，苏州地区已经有说书活动，《吴县志》：“明清两朝盛行弹词、评话，二者绝然不同，而总名皆曰说书，发源于吴中。”
潘心伊《书坛话堕》一文中介绍，清朝乾隆皇帝到苏州时，曾把当地一位姓王的说书艺人召来，弹唱一段《游龙传》。此人叫王周士，他晚年创立了评弹历史上第一个行会「光裕公所」（后称「光裕社」）。光裕社成立后，评弹艺术得到了迅速发展。在清嘉庆、道光年间，出現「前四大名家」：陈遇乾、俞秀山、毛菖佩、陆世珍。同治、光绪年间，评弹（当时又称为苏州说书）亦傳到上海並得到相當重視，在苏沪地区出现了以马如飞、姚时章、赵湘洲、王石泉「后四大名家」为代表的一大批评弹艺术家，这是评弹艺术成熟的标志，并为以后的大发展奠定了基础。
20世纪初开始，评弹活动的中心从苏州转移到上海，江、浙、北京、天津、武汉等地。其後50年，評弹名家辈出，流派纷呈，優良节目推出。名家有张云亭、朱耀庭、谢少泉等；優良节目有《西厢记》、《文征明》、《杨乃武与小白菜》等。 
1920年代开始無線廣播评弹節目。
1930年代，评弹在上海等地非常流行，许多弹词名家如张鉴庭、张鉴国兄弟、杨振雄、蒋月泉等都在上海演出。曲目也从传统的古典话本扩展到现代小说，如张恨水的啼笑姻缘等。
1950年代，上海市人民评弹工作团和苏州市人民评弹团等专业演出团体相继成立，这些团体集中当时评弹界的菁英，並编演大量優秀作品。
20世纪末，长江三角洲地区有几十个专业团体的几百位演员在进行演出，並有评弹的电视和广播節目。
2004年，苏州评弹博物馆挂牌成立。

## 演出形式

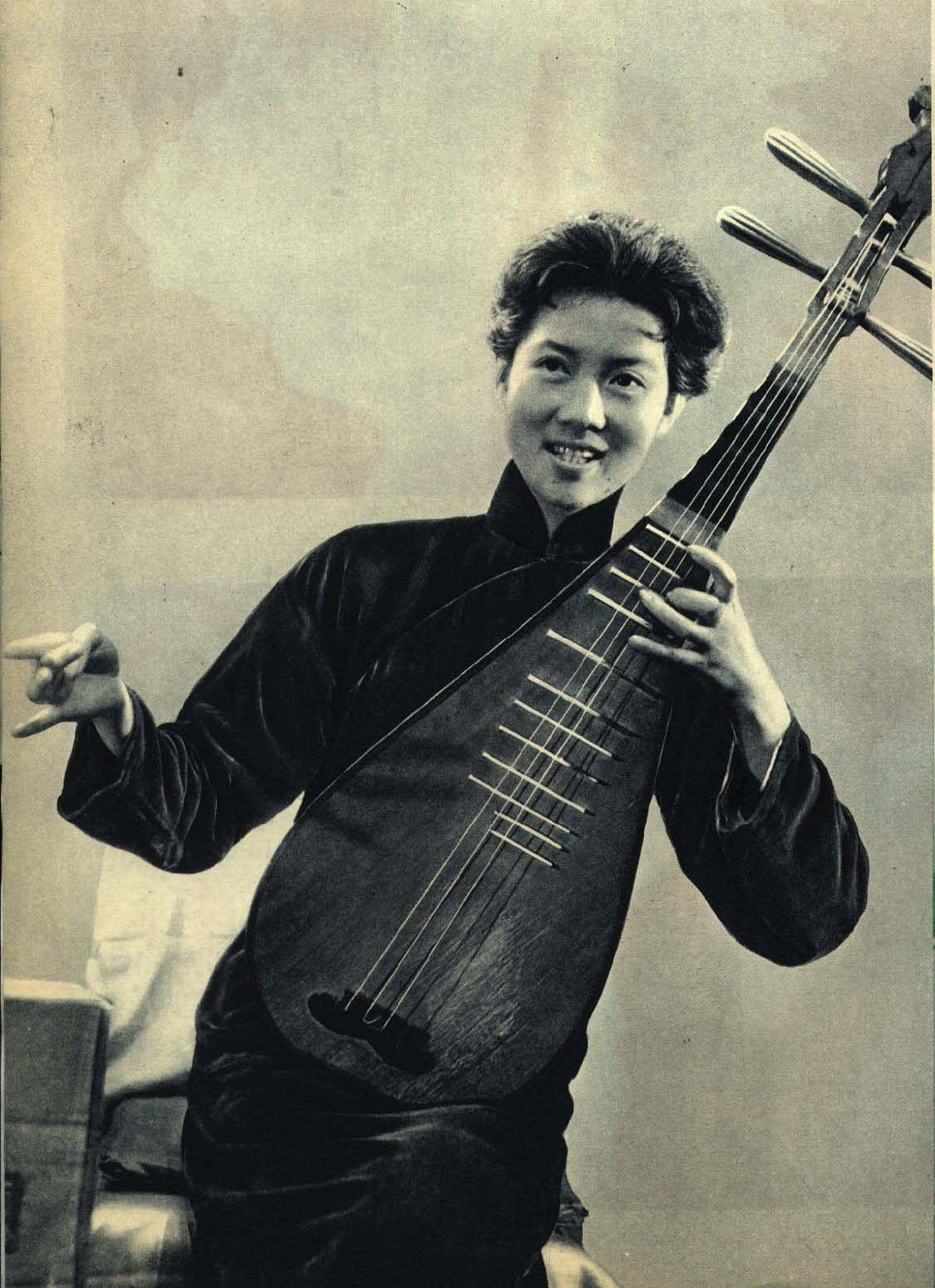
1962年评弹表演家刘韵若

评弹用的语言是苏州话，有单档、双档、三个档、小组唱、表演唱、大合唱等多种形式，其中以双档最为常见。
表演分为说、噱、弹、唱、演五个方面。
- 说：演员通过语言来讲述故事、描述环境、制造气氛和刻画人物
- 噱：书中的笑料，以引起听众对演出的兴趣
- 弹、唱：评弹的音乐部分
- 演：主要包括“手面”和“起角色”
  - 手面：手的动作运用和面部表情
  - 起角色：演员模仿书中人物的音容笑貌，使听众在视觉上和听觉上，对书中角色有一个具体生动的印象

## 演出类型
- 长篇评弹：这是评弹艺术的主要演出类型。演员将一个情节曲折跌宕的故事，分成几十段乃至数百段，每一段称为“一回书”，每回书约有10000至20000字，可演40分钟至100分钟不等。在每一部长篇中，都有不少故事高潮，称为“关子”。关子与关子环环相扣，以吸引听众连续聆听。一档演员（约1至3人）每天演唱一回。有的从头至尾演完整部长篇，有的只演其中精彩部分。
- 中篇评弹：是将1个完整的故事，分成3、4回书，由演员多人，在2至3小时内全部说完的评弹演出类型。中篇往往有评话演员和弹词演员同台演出；中篇评弹大多是有说有唱，仅有说表而无弹唱的称为中篇评话。中篇有单独一集的，也有上、下2集和上、中、下3集的，更有多集的称为连续中篇。
- 短篇评弹：是将1个完整的故事在1小时内说完的评弹演出类型。演员少至1、2人，多至3、4人。有说有唱的节目称为短篇弹词；有说无唱的称为短篇评话。短篇评弹以现代题材为多，也有少数历史题材作品。
- 评弹选回：是将长篇和中篇中，内容较好的段子，加工而成的书回。一般每个选回演1小时左右。选回不仅具有内容的完整性，还是最能反映原书风貌的精彩片段。

## 苏州弹词流派
- 陈调：创始人陈遇乾，清朝嘉庆、道光时人
- 马调：创始人马如飞，清朝嘉庆、道光时人
- 俞调：创始人俞秀山，咸丰、同治时人
- 魏调：创始人 魏珏卿
- 小阳调：创始人 杨筱亭
- 周调：创始人 周玉泉
- 徐调：创始人 徐云志
- 夏调：创始人 夏荷生
- 祁调：创始人 祁莲芳
- 沈调：创始人 沈俭安
- 薛调：创始人 薛筱卿
- 祥调：创始人 朱耀祥
- 严调：创始人 严雪亭
- 姚调：创始人 姚荫梅
- 蒋调：创始人 蒋月泉
- 张调：创始人 张鉴庭
- 翔调：创始人 徐天翔
- 杨调：创始人 杨振雄
- 李仲康调：创始人 李仲康
- 尤调：创始人 尤惠秋
- 琴调：创始人 朱雪琴
- 丽调：创始人 徐丽仙
- 侯调：创始人 侯莉君
- 王月香调：创始人 王月香
- 小飞调： 创始人 薛小飞

## 代表人物

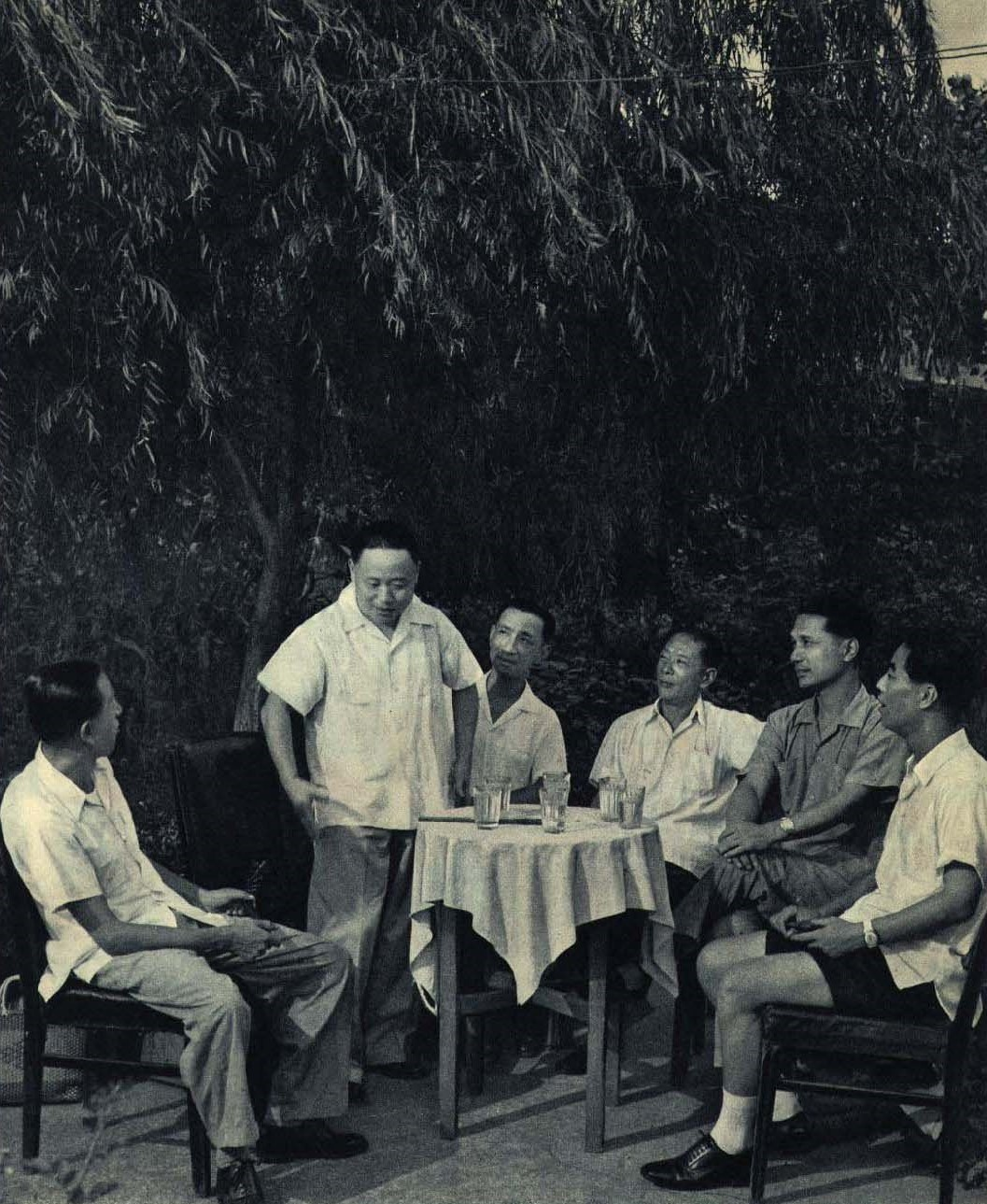
1962年，上海评弹人物唐耿良、张鸿声、严雪亭、刘天韵、蒋月泉

- 前四大名家
  - 陈遇乾
  - 俞秀山
  - 毛菖佩
  - 陆世珍
- 后四大名家
  - 马如飞
  - 姚时章
  - 赵湘洲
  - 王石泉
- 张云亭
- 朱耀庭
- 谢少泉
- 杨月槎
- 魏钰卿
- 黄兆麟
- 蒋如亭
- 汪云峰
- 周玉泉
- 许继祥
- 夏荷生
- 沈俭安
- 薛筱卿
- 徐云志
- 李伯康
- 朱介生
- 姚荫梅
- 刘天韵
- 祁莲芳
- 张鸿声
- 张鉴庭
- 严雪亭
- 蒋月泉
- 黄异庵
- 杨振雄
- 朱慧珍
- 侯莉君
- 徐丽仙
- 黄异庵
- 张鉴国
- 朱雪琴
- 郭彬卿

## 代表曲目
- 《西厢记》
- 《文征明》
- 《杨乃武与小白菜》
- 《张文祥刺马》
- 《十美图》
- 《顾鼎臣》
- 《啼笑因缘》
- 《秋海棠》
- 《孟丽君》
- 《四进士》
- 《情探》
- 《秦香莲》
- 《武松》
- 《林冲》

## 外部連結
- YouTube上的蘇州評彈
- YouTube上的蘇州好風光
- 蘇州彈詞：開篇--戰長沙 （页面存档备份，存于），1977年第二屆民間藝人音樂會，呂炳川錄製，臺灣音樂館典藏